# Le Patriote des Pyrénées
Le Patriote des Pyrénées est un quotidien catholique qui paraît du 15 avril 1896 au 20 aout 1944  à Pau, en France.

## Historique

### Journal par l'imprimeur Vignancour à Pau
Au début du XIXe siècle, l’imprimeur Vignancour fut agréé par la préfecture des Basses-Pyrénées pour créer le premier journal local intitulé Journal des Pyrénées, rapidement renommé en Le Mémorial béarnais.
Le Mémorial devint en 1829 Le Mémorial des Pyrénées, journal adoptant des positions royalistes.
A la fin du XIXe siècle, Le Mémorial des Pyrénées s'essouffla, en raison notamment de la séparation de l'Église et de l'État qui a pour conséquence une nouvelle orientation de la hiérarchie catholique et disparaît en 1911.

### Arrivée de l'abbé Gratien Pon à Pau
L'Union catholique des Basses-Pyrénées fut créé le 2 mai 1891 par un certain nombre de fidèles catholiques autour de l'abbé Eugène Lacaze, professeur au collège de l'Immaculée Conception. Dans l'optique de soutenir l'encyclique Rerum Novarum de Léon XIII, l'hebdomadaire respectait non seulement les idées sociales du pape mais aussi les institutions de la République, en évitant le compromis politique, le monarchiste et le bonapartiste. La rédaction était dirigée par Fernand Butel, docteur en droit.
À la suite de ce mouvement très dynamique qui était inspiré par le pape, l'abbé Gratien Pon, professeur depuis 1890 puis directeur du Grand séminaire de Bayonne, décida de se consacrer à une nouvelle mission dans le cadre de journalisme. Dans cette optique, en 1894, il obtint l'autorisation de l'évêque de Bayonne François-Antoine Jauffret de quitter la fonction auprès du séminaire. Il s'installa dans un modeste appartement à Pau, et devint éditorial tant de ce L'Union catholique des Basses-Pyrénées que de la Croix des Basses-Pyrénées,.
Cependant l'abbé Pon voulait aller plus loin, car il manquait de journal quotidien qui fût convenable. Ni Le Mémorial des Pyrénées, catholique, ni L'Indépendant d'Émile Garet, républicain, n'attirait assez de lecteurs,.

### Création duPatriote des Pyrénées
Sans attendre, il avait lancé son projet pour un nouveau journal quotidien, Le Patriote des Pyrénées, dont la fondation fut tenue en janvier 1896. Il fallait non seulement que ce journal remplace Le Mémorial mais aussi qu'il s'agisse d'un grand journal parfaitement informé. Aussitôt son premier numéro sorti le 15 avril 1896, l'éditorial manifesta : « Se tenant sur le terrain constitutionnel mais préoccupé avant tout de défendre nos croyances et nos libertés, ce journal conviera tous les Bons Français et toutes les honnêtes gens à s'unir pour le triomphe de cette grande cause. »
Afin de soutenir cette ambition de l'abbé, de nombreux personnages s'étaient mobilisés, tant pour le soutien moral que pour les aides matérielles. Ainsi, l'abbé Hourcade lui offrit 15 000 francs dans l'intention d'acquérir l'imprimerie Adolphe Véronèse à Pau. Cette dernière, située 11, rue de la Préfecture (actuellement rue Maréchal-Joffre),, devint siège des presses dirigées par l'abbé Pon,.
Aussitôt le journal connut-il son succès. Le 1er novembre 1899, la société Le Patriote des Pyrénées fut créée au capital de 60 000.

### Fondateurs et collaborateurs
Lors de la création, le bureau comptait quelques personnages si remarquables que l'équipe du journal était dynamique.
- Gratien Pon (1857 - † 1944) : directeur jusqu'en 1944[aa 1]
- Fernand Butel (1853 - † 1917) : rédacteur en chef[aa 1],[5]
L'abbé Gratien Pon confia la rédaction du journal à Fernand Butel, qui était l'éditorial de L'Union catholique des Basses-Pyrénées[6].
- Albert Loustalan ( - † 1936) : administrateur délégué[aa 1] jusqu'en 1936[7]
Pour cette fonction, l'abbé trouva un personnage idéal : « J'avais pu apprécier son intelligence claire, ... Il a été un collaborateur de premier ordre. »[aa 2] Sa descendance aussi restait et reste très importante pour plusieurs journaux français[8].
- Frank Russell (1836 - † 1935) : responsable du Conseil d'administration[aa 1]
Il s'agit du frère de célèbre pyrénéiste Henry Russell[9].

En octobre 1897, le jeune journal reçut un article de Léon Ollé-Laprune, intitulé Attention et courage ! Il fut publié les 20, 21 et 22 octobre dans le journal. Cet éminent professeur, si catholique, de l'École normale supérieure aussi partageait la pensée de Léon XIII, présentée dans l'encyclique Rerum novarum, en bénéficiant de son audience privée avec le Saint-Père. Il semble que l'on attendît de nouveaux articles. Toutefois, frappé brutalement par une maladie mortelle, le docteur passa de vie à trépas le 13 février 1898.
L'année 1902 se remarquait d'un renforcement de la rédaction. En visitant Vic-en-Bigorre en qualité de directeur du journal, l'abbé Pon réussit à convaincre un poète béarnais réputé, Simin Palay. En s'installant à Gelos, ce dernier travaillait dorénavant en faveur du Patriote des Pyrénées. L'abbé lui confia la fonction de secrétaire rédacteur. Bien entendu, à la suite de l'arrivée de Simin Palay, le journal s'illustrait de ses écritures de qualité, en béarnais. Ainsi, du 1er octobre 1904 au 14 décembre 1906, il rédigea ses articles, avec son pseudonyme de Lou Talhur d'Aulourou,. Si l'auteur déclara son départ en Amérique pour un séjour prétendu, Simin Palay travaillait, en fait, toujours pour le journal, sauf pendant les deux guerres mondiales,, en utilisant plusieurs pseudonymes.

### Succès du journal
L'abbé Pon voulait toujours en faire un journal de pénétration et pas seulement une publication destinée à la seule clientèle catholique, face à la concurrence de gauche avec L'Indépendant laïque et républicain.
Directeur infatigable, il n'hésita pas à assumer la plupart des charges requises jusqu'à sa disparition. Souhaitant être indépendant, mais avec cette mission, il n'oublia pas à répartir les idées sociales de Léon XIII et une défense de la religion dégagée des partis traditionnels monarchistes et bonapartistes : « Le Pape recommande sans cesse aux catholiques de s'occuper du peuple. »
L'abbé, ancien vicaire de Pau entre 1883 et 1886 qui était chargé de diffuser la Croix des Basses-Pyrénées, avait par ailleurs de nombreux savoir-faire ainsi que liens utiles. Par exemple, en faveur de la vente à la criée, les enfants du catéchisme contribuaient à en distribuer, auxquels l'abbé disposait une tute trompette. Le téléphone, arrivé tout récemment, était un instrument important et efficace, ayant pour but de recevoir les nouvelles plus vite.
D'où, le nouveau journal connaissait l'augmentation de nombre de ses abonnés et lecteurs. Après la guerre 1914-1918, Le Patriote s'imposa définitivement comme le journal le plus influent du département.

### Polémique
Néanmoins, pour conserver l'esprit d'indépendance, le journal devait mettre en mesure, assez beaucoup. D'une part, depuis la création, il existait une jalousie considérable d'autres journaux, surtout celle de ceux qui étaient soutenus par Louis Barthou.
D'autre part, ce qui était plus sérieux était un conflit inattendu avec l'évêque de Bayonne François-Xavier-Marie-Jules Gieure. Comme l'abbé Pon n'était pas d'accord sur le sujet des publications ecclésiastiques, le 24 septembre 1907 l'évêque demanda la démission du directeur. Après une réunion d'urgence, le comte Frank Russell expédia sa lettre personnelle à l'évêque, en lui exprimant son regret. Dans sa lettre, le comte envisageait, en cas de départ de l'abbé, la disparition rapide, tant du journal que des deux hebdomadaires catholiques. De surcroît, il lui suggérait que le parti progressiste profiterait de cette situation, dans l'optique de transformer son hebdomadaire Le Républicain Béarnais en journal quotidien. Selon lui, ce projet n'était pas possible devant le succès du Patriote.
Après avoir réfléchi, par réponse datée du 13 octobre, l'évêque présenta, tout d'abord, sa conclusion. Le Patriote ne devait pas disparaître. Et pour un journal qui demeurait constitutionnel, c'était le Conseil d'administration, duquel le président était ce comte Russell, qui devait élire le directeur, précisait-il. Or, ce directeur était un prêtre catholique. D'où, il faut que celui et l'évêque réunissent ; sinon, la circonstance anormale doit être résolue. En résumé, s'il s'agissait d'un journal pleinement catholique et qu'il fût soumis joyeusement à son évêque, François-Xavier Gieuren pourrait laisser l'abbé Pon à la tête d'un tel journal. Tels étaient la pensée de l'évêque, qui voulait sauvegarder le Patriote. Toutes les fonctions des fondateurs furent conservées, jusqu'à leur décès.
Par ailleurs, en examinant les matériels, l'évêque avait trouvé une sagesse de l'abbé Pon sur le sujet de l'Action libérale populaire, ce qu'il appréciait. La réconciliation entre l'évêque et le directeur sera parachevée à Pau, le 9 novembre 1924, lors de l'assemblée de 3 000 fidèles, afin de protester contre une menace de persécutions religieuses. L'évêque félicita tous ceux que l'abbé acheminait et le nomma chanoine honoraire de la cathédrale.

### Décès de Fernand Butel
En octobre 1917, décéda le docteur en droit Fernand Butel, rédacteur en chef de ce journal depuis la création. C'était le journal du 30 octobre qui annonça cette nouvelle.
Il est vraisemblable qu'en raison de la guerre qui se poursuivait encore, son poste restait vacant. Le journal annonçait toujours La situation qui était suivie des articles de nombreux auteurs dans toute l'Hexagone, sans présenter le nom de l'éditorial.
Toutefois, en 1919, surtout à partir du mois de septembre, le nom d'Henri Sempé, abbé, se présentait de plus en plus fréquemment. Finalement, c'est lui qui devint rédacteur en chef.

### Lien étroit avec Champetier de Ribes
En 1924, Auguste Champetier de Ribes devint député des Basses-Pyrénées. Avec sa conviction de catholicisme social, il favorisait Le Patriote. Ce journal était l'un des organes principaux de son Parti démocrate populaire. C'est pourquoi il fut accueilli auprès du couvent des Bénédictines à Pau, après avoir voté contre l'octroi des pleins pouvoirs à Philippe Pétain en 1940. L'abbé Pon et son collaborateur abbé Annat étaient mobilisés, en faveur de cette solution.

### Sous l'Occupation
De septembre 1939 à mai 1940 il suit la politique et les directives du gouvernement.
Cependant, après l'armistice, le journal se rallia au maréchal Pétain. Ainsi, le 13 avril 1941, l'éditorial félicita la visité prévue du 20 avril par le maréchal. À vrai dire, à la différence de son prédécesseur Fernand Butel, le rédacteur en chef, abbé Henri Sempé, n'avait pas assez de qualité. En février 1943, ce dernier reçut une grave protestation de l'archiprêtre de Saint-Martin à Pau, sur la question juive. Le directeur, abbé Annat, n'était pas non plus d'accord avec l'avis personnel de l'abbé Sempé.
Le Patriote des Pyrénées cesse ses activités à la Libération, tout comme L'Indépendant des Basses-Pyrénées, accusés d'avoir été trop serviles à l'égard des nazis.
La numérotation du journal était erronée.

## Postérité
Le quotidien L'Éclair des Pyrénées prit sa suite en 1945,. L'autorisation fut donnée grâce à Auguste Champetier de Ribes qui était l'une des collaborateurs du Patriote avant la guerre. D'ailleurs, l'abbé Annat était si prudent qu'étaient bien conservées les correspondances avec le censure régional et Henri Sempé. Il avait fourni un mémoire ayant pour but de défendre Le Patriote, qui était destiné à la Cour de justice.

## Sources
- Archives des numéros parus sur Gallica.bnf.fr.